# Domingo Caycedo
Domingo de Caycedo y Sanz de Santamaría (4 tháng 8 năm 1783 – 1 tháng 7 năm 1843) là một chính khách người Colombia từng giữ chức Phó Tổng thống của Đại Colombia và Cộng hòa Tân Granada và do không có các tổng thống, ông đã phục vụ với tư cách là tổng thống mười một lần, khiến ông trở thành người được phục vụ nhiều lần hơn với tư cách là tổng thống Colombia. Ông cũng được ghi nhận vì đã tạo ra Cộng hòa Tân Granada sau khi chia cắt Venezuela và Ecuador.